# مارک کانتون
مارک کانتون (انگلیسی: Mark Canton؛ زادهٔ ۱۹ ژوئن ۱۹۴۹) یک تهیه‌کننده سینما اهل ایالات متحده آمریکا است.

## تهیه‌کننده
- ۱۹۸۰: Die Laughing
- ۱۹۹۸: جک فراست
- ۲۰۰۰: کارتر را بگیرید
- ۲۰۰۰: سیاره سرخ
- ۲۰۰۱: چشم‌فرشته‌ای
- ۲۰۰۲: به دام افتاده
- ۲۰۰۴: گرفتن جان‌ها
- ۲۰۰۴: موهبت الهی
- ۲۰۰۵: سرزمین مردگان
- ۲۰۰۶: ۳۰۰
- ۲۰۰۷: کامل از آن
- ۲۰۰۸: ماجراهای اسپایدرویک
- ۲۰۰۹: گریز بی‌نقص
- ۲۰۰۹: شهرت
- ۲۰۱۰: پیرانا سه‌بعدی
- ۲۰۱۱: Rites of Passage
- ۲۰۱۱: جاودانگان
- ۲۰۱۴: ۳۰۰: ظهور یک امپراطوری
- ۲۰۱۴: قدرت
- ۲۰۱۴: کیک